# Церковь Пресвятой Троицы (Зарваница)
Церковь Пресвятой Троицы — культовое сооружение в селе Зарваница (Тернопольская область). Приходская церковь УГКЦ. Относятся к 3арваницкому духовному центру УГКЦ. Построена в 1747—1754 годах. В ней хранится чудотворная икона Божьей Матери Зарваницкой, коронованная в 1867 году.

## История
- В 1747 году церковная община села начала строительство каменного храма в стиле барокко.
- В 1754 году:
  - деревянная церковь святого Иоанна Крестителя сгорела. На месте, где она стояла, отец Петр Билинский поставил каменный крест.
  - при финансовой помощи тогдашнего владельца села графа Петра Михаила Миончинского завершено сооружение храма. Его строили из камней, взятого с разрушенного крымскими татарами замка в Полисюках. Это был 4-й храм со времени основания Зарваницы.
- Чин освящения провел отец Илия Билинский.
- Чудотворный образ Распятого Спасителя, который был коронован, с разрешения Папы Римского, в 1742 году в присутствии львовского греко-католического митрополита Атаназия Шептицкого, после пожара 1754 года перенесли к храму.

## Описание храма
Архитектурные формы просты. Церковь однонефная, крестообразная с закругленной апсидой, к которой прилегают две пристройки. Стены фланкированные столбами. Двускатную крышу венчает высокий открытый купол.